# ماریو کومو
ماریو کومو (انگلیسی: Mario Cuomo؛ ۱۵ ژوئن ۱۹۳۲ – ۱ ژانویهٔ ۲۰۱۵) سیاست‌مدار اهل ایالات متحده آمریکا بود.